# Wallenfels (Siegbach)
Wallenfels (mundartlich Walwersch) ist der kleinste der fünf Ortsteile der Gemeinde Siegbach im mittelhessischen Lahn-Dill-Kreis. 

## Geographie
Die 13 Anwesen von Wallenfels liegen am Ende einer ca. 2,5 km langen Stichstraße (abzweigend von der K 54) hufeisenförmig um den Burgberg herum am oberen Siegbach am östlichen Rand des Schelderwalds im Gladenbacher Bergland.

## Geschichte

### Ortsgeschichte
Das Dorf ist vermutlich im ersten Drittel des 14. Jahrhunderts um die Burg Wallenfels herum entstanden. Die Burg verfiel schon im 15. Jahrhundert und wurde danach gezielt zur Gewinnung von Baumaterial, wohl auch für den Ausbau der nahegelegenen Burg Tringenstein, abgebrochen.
Geschichtliche Verkehrslage
Die mittelalterlichen Fernhandelswege Westfalenweg und Brabanter Straße trafen in Ortsnähe aufeinander. Vermutlich lief der Westfalenweg über den möglichst tiefgelegenen Passübergang Salzbödetal zu Siegbach-Hirschbach-Tal an der Kreuzung Das Rad.
Hessische Gebietsreform (1970–1977)
Die Gemeinde Siegbach fusionierten im Zuge der Gebietsreform in Hessen zum 31. Dezember 1971 freiwillig mit den Gemeinden Tringenstein, Übernthal und Wallenfels zur neuen Gemeinde Siegbach. Ortsbezirke nach der Hessischen Gemeindeordnung wurden nicht errichtet.

### Verwaltungsgeschichte im Überblick
Die folgende Liste zeigt die Staaten und Verwaltungseinheiten, denen Wallenfels angehört(e):
- ab 1334: Landgräflich-hessisches Lehen der Grafen von Nassau, nach Ende der Dernbacher Fehde und Friedensschluss mit Nassau
- ab 1557: Heiliges Römisches Reich, Grafschaft/Fürstentum Nassau-Dillenburg, Amt Tringenstein[7]
- ab 1739: Heiliges Römisches Reich, Fürstentum Nassau-Diez, Amt Tringenstein
- 1806–1813: Großherzogtum Berg,[Anm. 2] Département Sieg, Arrondissement Dillenburg, Kanton Herborn
- 1813–1815: Fürstentum Nassau-Oranien, Amt Tringenstein
- ab 1816: Herzogtum Nassau, Amt Herborn
- ab 1849: Herzogtum Nassau, Kreisamt Herborn[Anm. 3]
- ab 1854: Herzogtum Nassau, Amt Herborn
- ab 1867: Norddeutscher Bund[Anm. 4], Königreich Preußen,[Anm. 5] Provinz Hessen-Nassau, Regierungsbezirk Wiesbaden, Dillkreis[Anm. 6]
- ab 1871: Deutsches Reich, Königreich Preußen, Provinz Hessen-Nassau, Regierungsbezirk Wiesbaden, Dillkreis
- ab 1918: Deutsches Reich (Weimarer Republik), Freistaat Preußen, Provinz Hessen-Nassau, Regierungsbezirk Wiesbaden, Dillkreis
- ab 1932: Deutsches Reich, Freistaat Preußen, Provinz Hessen-Nassau, Regierungsbezirk Wiesbaden, Landkreis Dillenburg
- ab 1933: Deutsches Reich, Freistaat Preußen, Provinz Hessen-Nassau, Regierungsbezirk Wiesbaden, Dillkreis
- ab 1944: Deutsches Reich, Freistaat Preußen, Provinz Nassau, Dillkreis
- ab 1945: Amerikanische Besatzungszone, Groß-Hessen, Regierungsbezirk Wiesbaden, Dillkreis
- ab 1946: Amerikanische Besatzungszone, Land Hessen, Regierungsbezirk Wiesbaden, Dillkreis
- ab 1949: Bundesrepublik Deutschland, Land Hessen, Regierungsbezirk Wiesbaden, Dillkreis
- ab 1968: Bundesrepublik Deutschland, Land Hessen, Regierungsbezirk Darmstadt, Dillkreis
- ab 1971: Bundesrepublik Deutschland, Land Hessen, Regierungsbezirk Darmstadt, Dillkreis, Gemeinde Siegbach[Anm. 7]
- ab 1977: Bundesrepublik Deutschland, Land Hessen, Regierungsbezirk Darmstadt, Lahn-Dill-Kreis, Gemeinde Siegbach
- ab 1981: Bundesrepublik Deutschland, Land Hessen, Regierungsbezirk Gießen, Lahn-Dill-Kreis, Gemeinde Siegbach

## Bevölkerung

### Einwohnerstruktur 2011
Nach den Erhebungen des Zensus 2011 lebten am Stichtag dem 9. Mai 2011 in Wallenfels 57 Einwohner. Darunter waren keine Ausländer.
Nach dem Lebensalter waren 18 Einwohner unter 18 Jahren, 11 zwischen 18 und 49, 18 zwischen 50 und 64 und 6 Einwohner waren älter.
Die Einwohner lebten in 21 Haushalten. Davon waren 6 Singlehaushalte, 3 Paare ohne Kinder und 9 Paare mit Kindern, sowie 3 Alleinerziehende und keine Wohngemeinschaften. In 3 Haushalten lebten ausschließlich Senioren und in 15 Haushaltungen lebten keine Senioren.

### Einwohnerentwicklung
| Wallenfels: Einwohnerzahlen von 1834 bis 2011 | Wallenfels: Einwohnerzahlen von 1834 bis 2011 | Wallenfels: Einwohnerzahlen von 1834 bis 2011 | Wallenfels: Einwohnerzahlen von 1834 bis 2011 | Wallenfels: Einwohnerzahlen von 1834 bis 2011 |
| --- | --------------------------------------------- | --------------------------------------------- | --------------------------------------------- | --------------------------------------------- |
| Jahr |                                               |                                               |                                               | Einwohner                                     |
| 1834 | 1834                                          |                                               | 71                                            | 71                                            |
| 1840 | 1840                                          |                                               | 84                                            | 84                                            |
| 1846 | 1846                                          |                                               | 78                                            | 78                                            |
| 1852 | 1852                                          |                                               | 81                                            | 81                                            |
| 1858 | 1858                                          |                                               | 82                                            | 82                                            |
| 1864 | 1864                                          |                                               | 80                                            | 80                                            |
| 1871 | 1871                                          |                                               | 75                                            | 75                                            |
| 1875 | 1875                                          |                                               | 81                                            | 81                                            |
| 1885 | 1885                                          |                                               | 90                                            | 90                                            |
| 1895 | 1895                                          |                                               | 81                                            | 81                                            |
| 1905 | 1905                                          |                                               | 72                                            | 72                                            |
| 1910 | 1910                                          |                                               | 65                                            | 65                                            |
| 1925 | 1925                                          |                                               | 75                                            | 75                                            |
| 1939 | 1939                                          |                                               | 68                                            | 68                                            |
| 1946 | 1946                                          |                                               | 107                                           | 107                                           |
| 1950 | 1950                                          |                                               | 103                                           | 103                                           |
| 1956 | 1956                                          |                                               | 78                                            | 78                                            |
| 1961 | 1961                                          |                                               | 77                                            | 77                                            |
| 1967 | 1967                                          |                                               | 69                                            | 69                                            |
| 1970 | 1970                                          |                                               | 65                                            | 65                                            |
| 1980 | 1980                                          |                                               | ?                                             | ?                                             |
| 1990 | 1990                                          |                                               | ?                                             | ?                                             |
| 2000 | 2000                                          |                                               | ?                                             | ?                                             |
| 2011 | 2011                                          |                                               | 57                                            | 57                                            |
| Datenquelle: Historisches Gemeindeverzeichnis für Hessen: Die Bevölkerung der Gemeinden 1834 bis 1967. Wiesbaden: Hessisches Statistisches Landesamt, 1968. Weitere Quellen: LAGIS; Zensus 2011 |                                               |                                               |                                               |                                               |

### Historische Religionszugehörigkeit
| • 1885: | 82 evangelische (= 91,11 %), keine katholischen, 8 andere christliche (= 8,89 %) Einwohner |
| • 1961: | 59 evangelische (= 76,62 %), 15 katholische (= 19,48 %) Einwohner                          |

## Verkehrsanbindung
Wallenfels ist ein Sackgassendorf und nur über die K 54 von Siegbach erreichbar. 

## Sehenswürdigkeiten
Zu den Sehenswürdigkeiten in Wallenfels gehören der in Renovierung begriffene Burgberg, die Wilhelmsteine sowie die Fachwerkhäuser des Ortes.